# Āmta
Āmta är en ort i Indien.   Den ligger i distriktet Haora och delstaten Västbengalen, i den östra delen av landet, 1 300 km sydost om huvudstaden New Delhi. Āmta ligger 12 meter över havet och antalet invånare är 16 753.
Terrängen runt Āmta är mycket platt. Runt Āmta är det mycket tätbefolkat, med 1 886 invånare per kvadratkilometer. Närmaste större samhälle är Uluberia, 15,0 km sydost om Āmta. Trakten runt Āmta består till största delen av jordbruksmark.